# Match Point
Match Point, también conocida en español como La provocación en Perú, Venezuela y México, es una película escrita y dirigida por Woody Allen, la primera de las tres que el cineasta realizó en Gran Bretaña. Está interpretada por Jonathan Rhys Meyers, Scarlett Johansson, Emily Mortimer, Matthew Goode, Brian Cox y Penelope Wilton. Se estrenó el 12 de mayo de 2005 en el Festival de Cannes, fuera de concurso.

## Argumento
La película comienza con una imagen en cámara lenta de una pelota de tenis que rebota en la red y se eleva. La acción se congela allí, con la pelota en el aire, mientras una voz en off plantea que cambiará el resultado del partido, tratándose de un punto decisivo, según el lado para que caiga, tras el rebote. Que se trata, en  definitiva, de una cuestión de suerte.
Chris Wilton (Jonathan Rhys-Meyers) es un humilde joven tenista profesional retirado y de origen irlandés, que encuentra trabajo como profesor de tenis en un club de tenis frecuentado por familias adineradas en Londres. Allí conoce a un millonario tenista aficionado de similar edad, Tom Hewett (Matthew Goode), con quien establece una sincera amistad. Tom Hewett introduce a Chris en la vida de las familias más ricas de Londres, y así el ambicioso Chris conoce a Chloe Hewett (Emily Mortimer) la hermana de Tom, que toma clases de tenis con él por las mañanas en el club. 
Igualmente, conoce a la bella Nola Rice (Scarlett Johansson) una actriz estadounidense que está en pareja con su amigo y cuñado Tom, pero que es rechazada por la familia como alternativa matrimonial para este, en una fiesta en la casa de campo de la familia. Chris logra ganarse la confianza de la familia Hewett y se hace novio de Chloe, lo cual le permite integrarse por completo en el ambiente de riqueza y lujo que por mucho tiempo ha ansiado poseer. No obstante, Chris y Nola Rice (quien carece del dinero e influencias de Chloe Hewett) inician simultáneamente un furtivo romance. Nola se siente rechazada en la casa de campo por la madre de Tom y sale a caminar por el campo, comienza una suave lluvia y Chris la sigue para consolarla, tienen un encuentro pasional en el campo. 
Días más tarde, se encuentran en la Opera y ella lo rechaza, le dice que fue un momento de locura y ellos son cuñados, pero luego su amigo Tom deja a Nola por las presiones de su familia y comienza una nueva relación con una amiga de su misma clase social, aceptada por su familia y se casa con ella. Por su parte, Nola desaparece de sus vidas (luego se sabe que había viajado de regreso a Estados Unidos).
La ambición guiará las acciones de Chris Wilton, quien se casa con su alumna de tenis, la millonaria heredera Chloe, que se obsesiona con tener un hijo cuando todavía es joven. Su padre ayuda a Chris, consigue un trabajo en su empresa de inversiones, recibe el respaldo de su familia, toma clases de economía y negocios, y se mudan para vivir en un lujoso departamento en el centro de la ciudad, el suegro necesita que mejore su condición económica y social para cuidar a su hija. Mientras, se reencuentra casualmente con Nola, que había regresado a Londres en un museo y comienza un romance clandestino con ella. 
Esta conducta de Chris se mantiene hasta que, repentinamente, Nola lo persigue, llama por teléfono a la casa cuando está de vacaciones con su familia política y al final le informa que se ha quedado embarazada de él. Espantado por la posibilidad de que la poderosa familia de Chloe descubra su infidelidad y se derrumbe la cómoda vida a la que había accedido, en donde sería un administrador de la gran herencia de su esposa, Chris propone a Nola abortar al niño, pero ella se niega, insistiendo en que ella ya se ha practicado un aborto antes, lo ama y deben criarlo ambos. Chris empieza a distanciarse de Chloe, quien lo acusa de ser infiel, pero él lo niega; simultáneamente, Nola exige a Chris divorciarse de su esposa y unirse a ella definitivamente, porque se enamora de él y considera ya es tiempo de tener una familia.
La acción dramática se precipita cuando Chris hurta una escopeta de competencia de tiro de la casa de campo de su suegro y la lleva a su oficina en una bolsa de tenis, mientras llama por teléfono a Nola para avisarle que deben reunirse en el apartamento de ella, una zona de la ciudad que no es muy segura pues ha habido robos antes de pandillas y traficantes de drogas. Chris entra al edificio de apartamentos donde vive Nola y con el arma de fuego dispara a la vecina de esta, la señora Eastby, matándola. 
Dentro de su apartamento, roba gran cantidad de joyas y narcóticos que allí encuentra. Cuando Nola llega al lugar, Chris sale de ese apartamento, la intercepta y la mata también en el pasillo. Cumplido su plan, Chris huye del lugar con el arma en el bolso de la raqueta de tenis e inmediatamente acude en taxi a un espectáculo teatral con Chloe y deja el bolso de las raquetas de tenis con el arma en su interior en la recepción del teatro, para tener una coartada y ocultar su participación en el crimen. Al día siguiente, Chloe observa que las muertes de Nola y su vecina Eastby aparecen en la prensa. Chris retorna el arma a la casa de campo de su suegro en su bolso de raquetas de tenis y oculta todo lo que ha pasado. Luego se anuncia que su esposa Chloe finalmente está embarazada y puede seguir adelante con su vida.
Después de ello, Chris arroja al Támesis las joyas y drogas robadas a Eastby, pero un anillo pega en una valla y queda en la acera, sin caer al río, en una situación comparable a una pelota de tenis cuando golpea en el borde de la red y él no se da cuenta de este evento de suerte, que lo favorece sin saberlo, porque un mendigo encuentra esa joya. 
Chris es llamado a una comisaría de Scotland Yard por los detectives Banner y Dowd, ante quienes niega toda relación con Nola, el detective Banner muestra entonces el diario de ella donde Chris es objeto de amplias descripciones y comentarios de su relación sentimental clandestina desde hace varios años, por lo cual Chris se ve obligado a admitir su romance con la fallecida, pero niega toda relación con el asesinato, rogando a los policías que no difundan a su esposa el amorío que tiene con Nola, porque haría peligrar su matrimonio justo cuando ella está embarazada.
Esa noche, entre sueños, Chris es interpelado por los fantasmas de Nola y de Eastby, ante quienes alega que sus crímenes, aunque condenables, fueron «necesarios» y que él mismo puede suprimir sus sentimientos de culpa. En paralelo, el policía Banner comunica a su colega Dowd que sospecha de Chris Wilton en la oficina de investigación, pero Dowd replica que ello es improbable, pues en las calles londinenses fue hallado el cadáver de un traficante de drogas que llevaba en su bolsillo el anillo robado de la señora Eastby, por lo cual se mantiene la hipótesis que el criminal fue solamente un delincuente drogadicto y existen antecedentes de robos en esa zona relacionados con drogas. Ambos policías admiten que la evidencia contra el ladrón muerto es más fuerte que cualquier sospecha contra Chris Wilton y cierran la investigación. Termina con el nacimiento del hijo de Chris y Chloe, llamado Terrance.

## Reparto
- Jonathan Rhys Meyers como Chris Wilton.
- Scarlett Johansson como Nola Rice.
- Emily Mortimer como Chloe Hewett.
- Matthew Goode como Tom Hewett.
- Brian Cox como Alec Hewett.
- Penelope Wilton como Eleanor Hewett.
- Ewen Bremner como inspector Dowd.
- James Nesbitt como Detective Mike Banner.
- Rupert Penry-Jones como Henry.
- Margaret Tyzack como Betty Eastby.
- Alexander Armstrong como Townsend.
- Geoffrey Streatfield como Alan Sinclair.
- Miranda Raison como Heather Hewett.
- Rose Keegan como Carol.
- Colin Salmon como Ian.
- Toby Kebbell como Policeman.

## Banda sonora
La banda sonora de toda la película se compone básicamente de arias de ópera como «Una furtiva lágrima», de L'elisir d'amore, de Gaetano Donizetti, grabadas en 78 rpm por Enrico Caruso antes de la I Guerra Mundial, y hace algunas referencias a obras como La traviata.

## Crítica
La revista Fotogramas, en la convocatoria anual de críticos españoles para elegir las mejores películas de 2005 (contando con críticos de los más prestigiosos medios, como Cartelera Túria, Cadena Ser, ABC, Levante-EMV, El Mundo, etc.), proclamó Match Point como la segunda mejor película extranjera del año, tan solo por detrás de Million Dollar Baby.

## Premios
| Fecha             | Premio        | Categoría                 | Receptor(es)       | Resultado |
| ----------------- | ------------- | ------------------------- | ------------------ | --------- |
| Enero de 2006     | Globos de Oro | Mejor película dramática  |                    | Candidata |
| Enero de 2006     | Globos de Oro | Mejor director            | Woody Allen        | Candidato |
| Enero de 2006     | Globos de Oro | Mejor actriz de reparto   | Scarlett Johansson | Candidata |
| Enero de 2006     | Globos de Oro | Mejor guion               | Woody Allen        | Candidato |
| Enero de 2006     | Premios Goya  | Mejor película europea    |                    | Ganadora  |
| Febrero de 2006   | Premios César | Mejor película extranjera |                    | Candidata |
| Marzo de 2006     | Premios Óscar | Mejor guion original      | Woody Allen        | Candidato |
| Julio de 2006     | Premios Turia | Mejor película extranjera |                    | Ganadora  |
| Diciembre de 2006 | Premio Sur    | Mejor película extranjera |                    | Ganadora  |

### Otros premios
Match Point es una de las cintas más reconocidas de Woody Allen, lo que le ha llevado conseguir muchos premios y menciones.
- National Board of Review: Mejor Película del Año (#6)
- Dallas-Fort Worth Film Critics Association: Candidata a Mejor Actriz de Reparto (Scarlett Johansson)
- St. Louis Gateway Film Critics Association: Candidata a Mejor Película, Mejor Director y Mejor Guion.
- Chicago Film Critics Association: Candidata a Mejor Actriz de Reparto (Scarlett Johansson)
- Utah Film Critics Association: Candidata a Mejor Director
- Online Film Critics Society: Candidata a Mejor Guion Original
- Premios del Círculo de Críticos Cinematográficos de España: Candidata a Mejor Película Extranjera
- Premios David di Donatello: Ganadora de Mejor Película Europea
- Premios Adircae: Ganadora de Mejor Película Extranjera
- Premios Edgar Allan Poe: Candidata a Mejor Guion de Película
- Premios Sant Jordi: Ganadora de Mejor Película Extranjera
- Golden Trailer Awards: Ganadora de Mejor Thriller
- Premios del Sindicato de Críticos de Cine de Rusia: Candidata a Mejor Película Extranjera
- Premios Golden Eagle: Candidata a Mejor Película Extranjera
- Premios Robert Festival: Candidata a Mejor Película Americana
- Premios del Sindicato de Periodistas de Cine de Italia: Candidata a Mejor Director No Europeo